# Robert Ballard
Robert Duane Ballard (ismertebb nevén Bob Ballard) (Wichita, Kansas, 1942. június 30. –) amerikai tengerészparancsnok, az Amerikai Haditengerészet volt tisztje, tengerkutató, térképrajzoló és felfedező. Ő volt, aki 1985-ben felfedezte az Atlanti-óceán fenekén 4 km mélyen az RMS Titanic roncsait.

## Élete
Ballard kémiát és geológiát tanult a Kaliforniai Egyetemen, majd a University of Rhode Islanden doktorált geológiából és geofizikából. A Titanic iránti érdeklődése az 1970-es évekre nyúlik vissza, de akkoriban nem tudott megfelelő anyagi támogatást szerezni. Miután az Egyesült Államok második legnagyobb tengerkutató intézetében, a Woods Hole Tengerkutatási Intézetében kezdett dolgozni a lehetőségek megváltoztak. Ezen intézet Mélymerülési Laboratórium igazgatója és a NOAA Nemzetközi Óceán és Légkörkutató Hivatal munkatársa.
A SeaQuest DSV című sci-fi tévésorozat tudományos konzultánsa is volt.

## Művei
Több mint húsz könyvet írt.
- The Discovery of the Titanic
- Mystery of the Ancient Seafarers
- Return to Titanic: A New Look at the World's Most Famous Lost Ship

## Elismerései
- 16 díszdoktori cím
- 7 katonai kitüntetés
- 2003-ban George W. Bush elnök a National Endowment for the Humanities medált adományozta neki.